# Wewelsburg
Wewelsburg és un castell d'Alemanya, situat al districte alemany de Paderborn, que va ser construït entre 1603 i 1609 en estil renaixentista com a residència temporal per als prínceps bisbes de Paderborn.

## Museu
El castell acull actualment el museu del districte, que inclou el Museu Històric del Bisbat de Paderborn i el Museu Memorial de Wewelsburg 1933-1945. El Museu Memorial, amb l'exposició "La ideologia i el terror de les SS", es troba a l'antiga casa dels guardes, a l'entrada del castell, i mostra la història de Wewelsburg com un lloc de trobada dels oficials de les SS. Al mateix temps, és un lloc per recordar les víctimes del camp de concentració de Niederhagen, situat a Wewelsburg durant el règim de Hitler, i recordar així totes les víctimes de la violència nazi.

## Història
A partir del 1933 el líder de les SS, Heinrich Himmler, va preveure construir un centre ideològic dels seus homes al castell de Wewelsburg. Originalment destinat a ser una escola de capacitació per a oficials de les SS, finalment es va decidir remodelar el castell i convertir-lo en un lloc de reunió més exclusiu per als oficials d'alta graduació de les SS. Himmler es va allotjar sovint -sol o amb convidats- al castell, que va esdevenir el punt de trobada ideològic de les SS. D'altra banda, a Wewelsburg es va establir un camp de concentració per a presoners; es tractava d'un camp de treball independent que va funcionar de manera similar als de Buchenwald, Sachsenhausen o Dachau.